# Хіно (озеро)
Хіно (інші назви - Пугало, Суур-Пугало, Валгеярв, Хенно ест. Hino järv) — озеро на півдні Естонії у волості Міссо повіту Вирумаа.

## Географія
Озеро знаходиться у волості Міссо на відстані 1,5 км від селища Міссо. Площа озера - 198,8 га. Озеро є найбільшим на височині Хаанья. Розкинулося на території однойменного заказника.
Недалеко від озера Хіно розташоване менше за розміром озеро Муст'ярв.

## Опис
Озеро лежить на висоті 180 м над рівнем моря. Завдовжки 2,92 км та завширшки 1,18 км. Площа становить 198 га. Найбільша глибина 10,4 м.
Озеро має багато островів. Найбільші мають власні назви: Мар'ассар, Валгьосаар, Пікксаар, Підусаар, Коосаар та Тсооріксаар. Вода дуже повільно відновлюється, тому вона дуже каламутна.
Озеро Хіно льодовикового походження. Береги та дно піщані. Узбережжя поросло очеретом. Живиться підземними водами.

## Тваринний світ
Озеро багате рибою. Найчастіше зустрічаються плітка, лящ і окунь. На берегах гніздяться багато видів птахів.

## Історія
У минулому столітті від озера викопали канал до озера Муст'ярве, через що рівень води впав на 2 м. Колись в озеро спускати стічні води із свинарника.

## Загрози
Через низький обмін води, озеро дуже чутливе до забруднення.